# Spuikom
Een spuikom bestaat uit bassins die in verbinding staan met een zeehaven via een spuisluis en die men in vroeger tijden bij hoogwater liet vollopen om ze vervolgens bij laagwater met grote kracht te ledigen. Zo kon overtollig slib uit de vaargeulen van havens verwijderd worden, zelfs zonder de hulp van baggerschepen.

## Spuikom van Oostende
De Spuikom in Oostende is een dergelijke kunstmatige waterplas van ongeveer 80 ha. Tot begin 19e eeuw werden de achterliggende polders gebruikt als natuurlijk spoeldoek om de havengeul voldoende diep te houden. Onder impuls van Napoleon werden deze polders drooggelegd en verschillende spuikommen werden aangelegd. In 1894, toen bleek dat de vier vorige spuikommen niet voldeden, was er een akkoord voor de aanleg van de huidige spuikom. De aanleg begon in 1900. Deze spuikom werd echter nooit gebruikt om de aanslibbing van de haven van Oostende tegen te gaan.

## Spuikom van Blankenberge

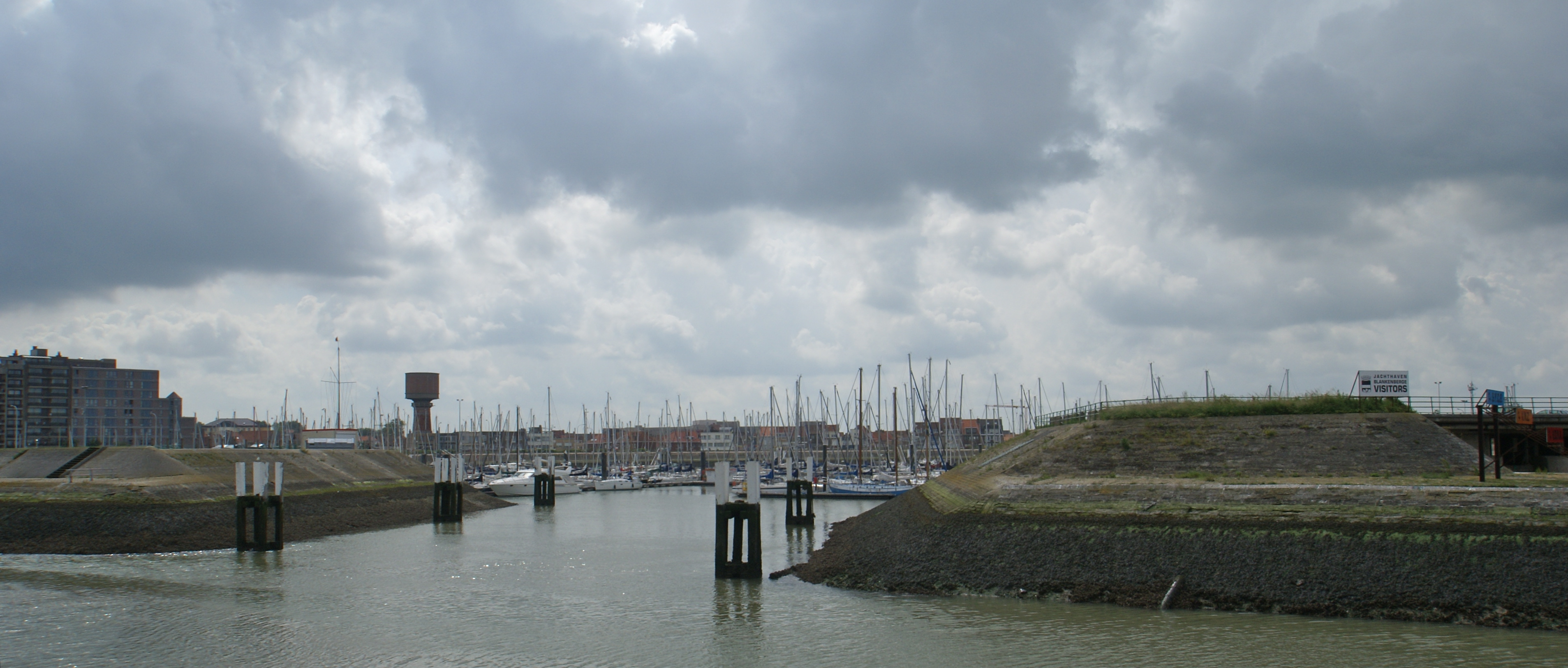
Doorgang naar de spuikom van Blankenberge

Een veel kleinere spuikom bevindt zich in Blankenberge. Deze wordt sinds de jaren 1970 ingenomen door het Zuidelijke en komvormige gedeelte van de jachthaven. Naast de spuisluis werd in de dijk een doorgang gegraven zodat de pleziervaartuigen vrij van en naar de Noordzee kunnen varen.